# Onychomyrmex doddi
Onychomyrmex doddi is een mierensoort uit de onderfamilie van de Amblyoponinae. De wetenschappelijke naam van de soort is voor het eerst geldig gepubliceerd in 1916 door Wheeler, W.M..